# Francine De Paola
Francine De Paola Martínez (ur. 27 lipca 1980 roku) – włoska zapaśniczka startująca w stylu wolnym. Brązowa medalistka mistrzostw świata w 2006. Zdobyła trzy medale na mistrzostwach Europy w latach 2006 - 2009. Złota medalistka igrzysk śródziemnomorskich w 2009 i brązowa w 2005. Mistrzyni Europy juniorów w 1997, a druga w 1999 roku.